# Paizay-le-Chapt
Paizay-le-Chapt és un municipi francès situat al departament de Deux-Sèvres i a la regió de la Nova Aquitània. L'any 2007 tenia 263 habitants.

## Demografia

### Població
El 2007 la població de fet de Paizay-le-Chapt era de 263 persones. Hi havia 115 famílies de les quals 28 eren unipersonals (16 homes vivint sols i 12 dones vivint soles), 51 parelles sense fills, 32 parelles amb fills i 4 famílies monoparentals amb fills.
La població ha evolucionat segons el següent gràfic:
Habitants censats

### Habitatges
El 2007 hi havia 159 habitatges, 114 eren l'habitatge principal de la família, 30 eren segones residències i 15 estaven desocupats. Tots els 159 habitatges eren cases. Dels 114 habitatges principals, 98 estaven ocupats pels seus propietaris, 10 estaven llogats i ocupats pels llogaters i 6 estaven cedits a títol gratuït; 1 tenia una cambra, 2 en tenien dues, 18 en tenien tres, 31 en tenien quatre i 62 en tenien cinc o més. 106 habitatges disposaven pel capbaix d'una plaça de pàrquing. A 54 habitatges hi havia un automòbil i a 54 n'hi havia dos o més.

### Piràmide de població
La piràmide de població per edats i sexe el 2009 era:
| Homes | Edats   | Dones |
| ----- | ------- | ----- |
| 0     | 95 o +  | 0     |
| 0     | 90 a 94 | 0     |
| 0     | 85 a 89 | 4     |
| 12    | 80 a 84 | 0     |
| 16    | 75 a 79 | 12    |
| 12    | 70 a 74 | 4     |
| 0     | 65 a 69 | 8     |
| 8     | 60 a 64 | 8     |
| 12    | 55 a 59 | 4     |
| 8     | 50 a 54 | 8     |
| 16    | 45 a 49 | 16    |
| 16    | 40 a 44 | 16    |
| 0     | 35 a 39 | 8     |
| 0     | 30 a 34 | 0     |
| 8     | 25 a 29 | 0     |
| 16    | 20 a 24 | 8     |
| 12    | 15 a 19 | 4     |
| 12    | 10 a 14 | 12    |
| 4     | 5 a 9   | 4     |
| 0     | 0 a 4   | 4     |

## Economia
El 2007 la població en edat de treballar era de 152 persones, 98 eren actives i 54 eren inactives. De les 98 persones actives 86 estaven ocupades (48 homes i 38 dones) i 13 estaven aturades (3 homes i 10 dones). De les 54 persones inactives 33 estaven jubilades, 7 estaven estudiant i 14 estaven classificades com a «altres inactius».

### Ingressos
El 2009 a Paizay-le-Chapt hi havia 112 unitats fiscals que integraven 257,5 persones, la mediana anual d'ingressos fiscals per persona era de 14.448 €.

### Activitats econòmiques
Dels 9 establiments que hi havia el 2007, 1 era d'una empresa de fabricació de material elèctric, 2 d'empreses de construcció, 2 d'empreses de comerç i reparació d'automòbils, 1 d'una empresa immobiliària i 3 d'empreses de serveis.
Dels 3 establiments de servei als particulars que hi havia el 2009, 1 era un taller de reparació d'automòbils i de material agrícola, 1 fusteria i 1 electricista.
L'any 2000 a Paizay-le-Chapt hi havia 30 explotacions agrícoles que ocupaven un total de 1.521 hectàrees.

## Equipaments sanitaris i escolars
El 2009 hi havia una escola elemental.

## Poblacions més properes
El següent diagrama mostra les poblacions més properes.